# فرانسيس باي
فرانسيس باي (بالإنجليزية: Frances Bay)‏ (مواليد 23 يناير 1919 في ألبرتا، كندا - الوفاة 15 سبتمبر 2011) في كاليفورنيا، الولايات المتحدة، هي ممثلة أمريكية كندية بدأت مسيرتها الفنية عام 1978. كانت قد بدأت بالعزف في ثلاثينيات القرن العشرين كعازفة في الراديو، شاركت في عدة أفلام، تعرضت إلى حادث سير تسبب في بتر قدمها عام 2002، توفيت عام 2011 نتيجة مضاعفات الالتهاب الرئوي بعمر 92 عاماً.

## وصلات خارجية
- فرانسيس باي على موقع IMDb (الإنجليزية)
- فرانسيس باي على موقع ألو سيني (الفرنسية)
- فرانسيس باي على موقع أول موفي (الإنجليزية)
- فرانسيس باي على موقع قاعدة بيانات الأفلام السويدية (السويدية)
- فرانسيس باي على موقع إن إن دي بي (الإنجليزية)
- فرانسيس باي على موقع قاعدة بيانات الفيلم (الإنجليزية)
- فرانسيس باي على موقع كينوبويسك (الروسية)